# Cikakak (Wangon)
Cikakak is een bestuurslaag in het regentschap Banyumas van de provincie Midden-Java, Indonesië. Cikakak telt 4363 inwoners (volkstelling 2010).